# SuperLiga Femenina de Básquet de Argentina de 2015
La SuperLiga Femenina de básquet de Argentina de 2015 fue la primera edición de este certamen nacional con formato de liga organizado por la CABB. Comenzó el 29 de abril con el partido entre Tokio Social y Deportivo de Posadas y Peñarol de Mar del Plata disputado en Misiones.
El 27 y 28 de junio se disputó el Final Four del torneo, en el cual participaronn Berazategui, Unión Florida, Peñarol y Obras Sanitarias. Las marplatenses obtuvieron el tercer puesto al vencer a las locales mientras que Unión Florida derrotó a Berazategui, quienes venían invictas, para así lograr el primer título en esta competencia.

## Equipos participantes
| Club                                                                 | Pabellón                    | Capacidad |
| Club Deportivo Berazategui (Berazategui, Buenos Aires)               | Deportivo Berazategui       | 400       |
| Club Atlético Obras Sanitarias de la Nación (Ciudad de Buenos Aires) | Estadio Obras Sanitarias    | 3100      |
| Club Atlético Peñarol (Mar del Plata, Buenos Aires)                  | Microestadio Domingo Robles | 650       |
| Club Atlético Talleres (Paraná, Entre Ríos)                          | Estadio de Talleres         | 300       |
| Club Tokio Deportivo y Social (Posadas, Misiones)                    | Club Tokio                  | 750       |
| Club Unión Florida (Florida, Buenos Aires)                           | Estadio Unión Florida       | 240       |
| La Unión Hércules/Española (Charata, Chaco)                          | El Coloso de Cemento        | 2200      |
| Proyección 2020 Selección U-19 (Ciudad de Buenos Aires)              |                             |           |

## Modo de disputa
El campeonato está dividido en tres etapas, la liga regular, las semifinales y el "Final Four".
Liga regular
Los ocho equipos se enfrentan entre ellos en formato de todos contra todos dos veces, una como local y otra como visitante. Se entregan dos puntos por victoria y uno por derrota.
Semifinales
Todos los participantes se dividen en dos cuadrangulares donde se enfrentan dentro del grupo en un solo partido para determinar los cuatro mejores que avanzan a la siguiente fase. Los ganadores del primer partido juegan para determinar cual es el rival a enfrentar en la próxima instancia; los perdedores para determinar su posición final en el certamen.
Final four
Los cuatro clasificados se enfrentan en semifinales y final para determinar al campeón. Los tres partidos se disputan en una misma sede.
Premios
Los tres mejores equipos disputarán la siguiente edición de la SuperLiga y además, los dos mejores disputarán la siguiente edición del Sudamericano femenino de clubes.

## Liga regular
| Equipo                     | Pts | PJ | PG | PP |
| -------------------------- | --- | -- | -- | -- |
| Berazategui                | 28  | 14 | 14 | 0  |
| Unión Florida              | 24  | 14 | 10 | 4  |
| Peñarol                    | 20  | 14 | 7  | 7  |
| Obras Sanitarias           | 20  | 14 | 6  | 8  |
| Proyección 2020            | 20  | 14 | 6  | 8  |
| Tokio DyS                  | 20  | 14 | 6  | 8  |
| Talleres                   | 18  | 14 | 4  | 10 |
| La Unión Hércules/Española | 17  | 14 | 3  | 11 |

| Tokio DyS     | 70 - 75 | Peñarol         | Tokio DyS            | 29 de abril | 21:30 |
| Unión Florida | 80 - 57 | Proyección 2020 | Unión Florida        | 30 de abril | 21:00 |
| Tokio DyS     | 78 - 63 | Obras Basket    | Tokio DyS            | 1 de mayo   | 21:30 |
| Berazategui   | 80 - 58 | Talleres        | AD Berazategui       | 1 de mayo   | 21:30 |
| La Unión      | 58 - 67 | Peñarol         | El Coloso de Cemento | 1 de mayo   | 22:00 |

| Unión Florida   | 85 - 76 | Talleres        | Unión Florida          | 3 de mayo | 19:00 |
| Berazategui     | 71 - 58 | Proyección 2020 | AD Berazategui         | 3 de mayo | 20:00 |
| La Unión        | 64 - 50 | Obras Basket    | El Coloso de Cemento   | 3 de mayo | 21:00 |
| Proyección 2020 | 64 - 68 | Talleres        | Centro Galicia         | 4 de mayo | 21:30 |
| Unión Florida   | 64 - 75 | Berazategui     | Unión Florida          | 5 de mayo | 21:00 |
| Peñarol         | 52 - 59 | Unión Florida   | Microestadio D. Robles | 8 de mayo | 20:00 |
| Obras Basket    | 60 - 74 | Berazategui     | Obras Sanitarias       | 8 de mayo | 21:00 |
| Proyección 2020 | 57 - 55 | Tokio DyS       | Centro Galicia         | 8 de mayo | 21:00 |
| Talleres        | 69 - 86 | La Unión        | Talleres               | 8 de mayo | 21:30 |

| Talleres        | 73 - 54 | Tokio DyS     | Talleres               | 10 de mayo | 19:00 |
| Peñarol         | 49 - 80 | Berazategui   | Microestadio D. Robles | 10 de mayo | 20:00 |
| Proyección 2020 | 75 - 67 | La Unión      | Centro Galicia         | 10 de mayo | 20:00 |
| Obras Basket    | 49 - 61 | Unión Florida | Obras Sanitarias       | 10 de mayo | 21:00 |
| Proyección 2020 | 57 - 64 | Obras Basket  | Centro Galicia         | 14 de mayo | 21:00 |
| Tokio DyS       | 68 - 63 | Unión Florida | Tokio DyS              | 15 de mayo | 21:30 |
| Talleres        | 88 - 61 | Peñarol       | Talleres               | 15 de mayo | 21:30 |

| Talleres        | 63 - 64 | Obras Basket  | Talleres               | 17 de mayo | 19:00 |
| Proyección 2020 | 69 - 56 | Peñarol       | Centro Galicia         | 17 de mayo | 20:00 |
| La Unión        | 78 - 89 | Unión Florida | El Coloso de Cemento   | 17 de mayo | 21:00 |
| Obras Basket    | 79 - 76 | Peñarol       | Obras Sanitarias       | 19 de mayo | 21:00 |
| Peñarol         | 77 - 72 | Tokio DyS     | Microestadio D. Robles | 22 de mayo | 20:00 |
| Obras Basket    | 65 - 62 | La Unión      | Obras Sanitarias       | 22 de mayo | 21:00 |
| Proyección 2020 | 45 - 57 | Unión Florida | Centro Galicia         | 22 de mayo | 21:00 |
| Talleres        | 56 - 68 | Berazategui   | Talleres               | 22 de mayo | 21:30 |

| Talleres        | 73 - 69 | Unión Florida | Talleres               | 24 de mayo | 19:00 |
| Peñarol         | 86 - 69 | La Unión      | Microestadio D. Robles | 24 de mayo | 20:00 |
| Proyección 2020 | 56 - 65 | Berazategui   | Centro Galicia         | 24 de mayo | 20:00 |
| Obras Basket    | 72 - 46 | Tokio DyS     | Obra Sanitarias        | 24 de mayo | 21:00 |
| La Unión        | 64 - 73 | Tokio DyS     | El Coloso de Cemento   | 27 de mayo | 22:00 |
| La Unión        | 62 - 78 | Berazategui   | El Coloso de Cemento   | 29 de mayo | 22:00 |

| Peñarol       | 72 - 70 | Obras Basket    | Microestadio D. Robles | 31 de mayo | 20:00 |
| Tokio DyS     | 42 - 65 | Berazategui     | Tokio DyS              | 31 de mayo | 20:30 |
| Tokio DyS     | 80 - 68 | La Unión        | Tokio DyS              | 2 de junio | 21:30 |
| Tokio DyS     | 75 - 67 | Talleres        | Tokio DyS              | 5 de junio | 21:30 |
| Unión Florida | 84 - 63 | Peñarol         | Unión Florida          | 5 de junio | 21:30 |
| Berazategui   | 95 - 61 | Obras Basket    | AD Berazategui         | 5 de junio | 21:30 |
| La Unión      | 58 - 64 | Proyección 2020 | El Coloso de Cemento   | 5 de junio | 22:00 |

| Unión Florida | 77 - 40  | Obras Basket    | Unión Florida          | 7 de junio  | 20:00 |
| Berazategui   | 103 - 49 | Peñarol         | AD Berazategui         | 7 de junio  | 20:00 |
| Tokio DyS     | 48 - 46  | Proyección 2020 | Tokio DyS              | 7 de junio  | 20:30 |
| La Unión      | 78 - 76  | Talleres        | El Coloso de Cemento   | 7 de junio  | 21:00 |
| Talleres      | 63 - 66  | Proyección 2020 | Talleres               | 8 de junio  | 21:30 |
| Berazategui   | 72 - 86  | Unión Florida   | AD Berazategui         | 9 de junio  | 21:30 |
| Peñarol       | 65 - 61  | Proyección 2020 | Microestadio D. Robles | 12 de junio | 20:00 |
| Obras Basket  | 75 - 63  | Talleres        | Obras Sanitarias       | 12 de junio | 21:00 |
| Unión Florida | 75 - 66  | Tokio DyS       | Unión Florida          | 12 de junio | 21:30 |
| Berazategui   | 92 - 68  | La Unión        | AD Berazategui         | 12 de junio | 21:30 |
| Unión Florida | 75 - 55  | La Unión        | Unión Florida          | 14 de junio | 20:00 |
| Berazategui   | 56 - 52  | Tokio DyS       | AD Berazategui         | 14 de junio | 20:00 |
| Peñarol       | 80 - 76  | Talleres        | Microestadio D. Robles | 14 de junio | 20:00 |
| Obras Basket  | 51 - 58  | Proyección 2020 | Obras Sanitarias       | 14 de junio | 20:00 |

## Segunda fase

### Cuadrangular A
Disputado en el estadio de la Asociación Española de Charata, el Coloso de Cemento, en la localidad mencionada, en el Chaco.
|  | Semifinales      | Semifinales |    |           | Final            | Final       |  |
|  | 20 de junio      | 20 de junio |    |           | 21 de junio      | 21 de junio |  |
|  |                  |             |    |           |                  |             |  |
|  |                  |             |    |           |                  |             |  |
|  | Dep. Berazategui | 94          |    |           |                  |             |  |
|  | La Unión         | 65          |    |           |                  |             |  |
|  |                  |             |    |           |                  |             |  |
|  |                  |             |    |           |                  |             |  |
|  |                  |             |    |           | Dep. Berazategui | 63          |  |
|  |                  | Peñarol     | 45 |           |                  |             |  |
|  |                  |             |    |           |                  |             |  |
|  |                  |             |    |           |                  |             |  |
|  |                  |             |    |           | Tercer lugar     |             |  |
|  |                  |             |    |           |                  |             |  |
|  | Peñarol          | 93          |    | Tokyo DyS | 57               |             |  |
|  | Tokyo DyS        | 51          |    |           | La Unión         | 65          |  |

Semifinales
| 20 de junio, 19:00 | Peñarol                                                          | 93–51        | Tokyo DyS                                                                       | Charata, Chaco                                                                            |  |
|                    | Parciales: 30 - 12, 20 - 13, 21 - 11, 22 - 15                    |              |                                                                                 |                                                                                           |  |
|                    | Estadísticas Macarena Rosset 23 Celeste Selent 11 Muriel Sauán 4 | Pts Reb Asts | Estadísticas 16 Ámber Bandiver 11 Ámber Bandiver 3 Nadia Frete y Natalia Toledo | Pabellón: El Coloso de Cemento Árbitros: * Diego Acuña * Silvia Barraza * Franco Digiulio |  |

| 20 de junio, 21:45 | La Unión Hercules/Española                                                    | 65–94        | Berazategui                                                    | Charata, Chaco                                                                              |  |
|                    | Parciales: 20 - 22, 19 - 21, 13 - 26, 13 - 25                                 |              |                                                                |                                                                                             |  |
|                    | Estadísticas Natalia Ríos 15 Natalia Ríos 10 Natalia Ríos y Mónica da Silva 3 | Pts Reb Asts | Estadísticas 22 Georgina Bahi 9 Georgina Bahi 4 Andrea Boquete | Pabellón: El Coloso de Cemento Árbitros: * Leandro Lezcano * Juan Camaño * Georgina Larrosa |  |

Reclasificación
| 21 de junio, 20:00 | Tokyo DyS                                                            | 57–65        | La Unión Hercules/Española                                                                | Charata, Chaco                                                                             |  |
|                    | Parciales: 17 - 14, 18 - 16, 11 - 20, 11 - 15                        |              |                                                                                           |                                                                                            |  |
|                    | Estadísticas Tatiana Conceicao 15 Amber Vandiver 11 Amber Vandiver 2 | Pts Reb Asts | Estadísticas 25 Natalia Ríos 11 Natalia Ríos 2 Ana Suárez, Mónica da Silva y Soelen Pozzi | Pabellón: El Coloso de Cemento Árbitros: * Diego Acuña * Silvia Barraza * Georgina Larrosa |  |

Final
| 21 de junio, 18:00 | Peñarol                                                               | 45–63        | Berazategui                                                                        | Charata, Chaco                                                                             |  |
|                    | Parciales: 14 - 18, 11 - 11, 10 - 17, 10 - 17                         |              |                                                                                    |                                                                                            |  |
|                    | Estadísticas Sthefani Thomas 13 Amaya Gastaminza 15 Macarena Rosset 2 | Pts Reb Asts | Estadísticas 14 Ornella Santana y Tania Pérez 11 Ornella Santana 5 Micaela Sancisi | Pabellón: El Coloso de Cemento Árbitros: * Leandro Lezcano * Juan Camaño * Franco Digiulio |  |

### Cuadrangular B
Disputado en cancha del Club Unión Florida, ubicada en el partido de Vicente López.
|  | Semifinales     | Semifinales  |    |          | Final           | Final       |  |
|  | 20 de junio     | 20 de junio  |    |          | 21 de junio     | 21 de junio |  |
|  |                 |              |    |          |                 |             |  |
|  |                 |              |    |          |                 |             |  |
|  | Unión Florida   | 84           |    |          |                 |             |  |
|  | Talleres        | 61           |    |          |                 |             |  |
|  |                 |              |    |          |                 |             |  |
|  |                 |              |    |          |                 |             |  |
|  |                 |              |    |          | Unión Florida   | 74          |  |
|  |                 | Obras Basket | 51 |          |                 |             |  |
|  |                 |              |    |          |                 |             |  |
|  |                 |              |    |          |                 |             |  |
|  |                 |              |    |          | Tercer lugar    |             |  |
|  |                 |              |    |          |                 |             |  |
|  | Obras Basket    | 59           |    | Talleres | 56              |             |  |
|  | Proyección 2020 | 53           |    |          | Proyección 2020 | 71          |  |

Semifinales
| 20 de junio, 18:00 | Obras Basket                                                              | 59–53        | Proyección 2020                                                      | Florida, Buenos Aires                                                                           |  |
|                    | Parciales: 16 - 14, 21 - 11, 11 - 16, 11 - 12                             |              |                                                                      |                                                                                                 |  |
|                    | Estadísticas Paula Reggiardo 22 Dóvile Miliauskaite 11 Anna Gómez Igual 6 | Pts Reb Asts | Estadísticas 17 Agustina Leiva 10 Agustina Leiva 3 Victoria Llorente | Pabellón: Estadio Unión Florida Árbitros: * Carolina Quiroga * Érica Aragona * Cintia Monserrat |  |

| 20 de junio, 20:30 | Unión Florida                                                         | 84–61        | Talleres                                                                  | Florida, Buenos Aires                                                                     |  |
|                    | Parciales: 21 - 15, 18 - 17, 17 - 7, 28 - 22                          |              |                                                                           |                                                                                           |  |
|                    | Estadísticas Marta Tudanca Acedo 26 Celia Fiorotto 8 Melisa Gretter 7 | Pts Reb Asts | Estadísticas 17 Marina Markovic 11 Marina Markovic 4 Lady Melyvan Comfort | Pabellón: Estadio Unión Florida Árbitros: * Dora Rodríguez * Diego Monti * Natalia Romano |  |

Reclasificación
| 21 de junio, 16:00 | Proyección 2020                                                            | 71–56        | Talleres                                                                        | Florida, Buenos Aires                                                                         |  |
|                    | Parciales: 29 - 15, 22 - 12, 8 - 13, 12 - 16                               |              |                                                                                 |                                                                                               |  |
|                    | Estadísticas Victoria Llorente 23 Victoria Llorente 13 María Sol Laviero 3 | Pts Reb Asts | Estadísticas 18 Lady Melyvan Comfort 13 Marina Markovic 2 Anahí Belén Grinóvero | Pabellón: Estadio Unión Florida Árbitros: * Érica Aragona * Natalia Romano * Cintia Monserrat |  |

Final
| 21 de junio, 19:30 | Obras Basket                                                              | 51–74        | Unión Florida                                                                         | Florida, Buenos Aires                                                                       |  |
|                    | Parciales: 10 - 23, 23 - 18, 7 - 18, 11 - 15                              |              |                                                                                       |                                                                                             |  |
|                    | Estadísticas Anna Gómez Igual 19 Dóvile Miliauskaite 8 Anna Gómez Igual 3 | Pts Reb Asts | Estadísticas 18 Gretter y Tudanca Acedo 3 Gretter, Tudanca y Burani 8 Agostina Burani | Pabellón: Estadio Unión Florida Árbitros: * Dora Rodríguez * Diego Monti * Carolina Quiroga |  |

## Final Four

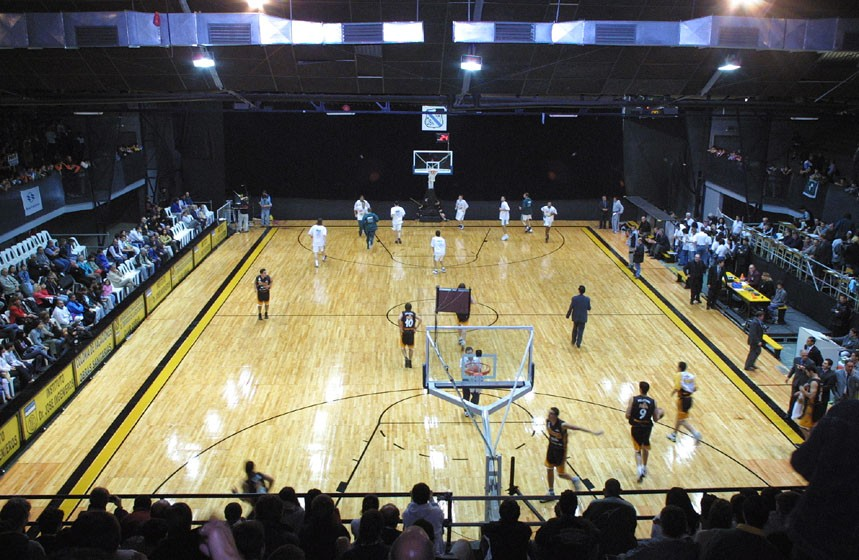
Estadio Obras Sanitarias

El Final Four se disputó en el Estadio Obras Sanitarias en la ciudad de Buenos Aires durante el sábado 27 y el domingo 28 de junio. Inicialmente se había pensado en un estadio "neutral", siendo el Estadio Héctor Etchart elegido, sin embargo, como el equipo local debía utilizar las instalaciones para otro evento, quedó desestimado.
|  | Semifinales   | Semifinales |    |         | Final         | Final       |  |
|  | 27 de junio   | 27 de junio |    |         | 28 de junio   | 28 de junio |  |
|  |               |             |    |         |               |             |  |
|  |               |             |    |         |               |             |  |
|  | Unión Florida | 77          |    |         |               |             |  |
|  | Peñarol       | 58          |    |         |               |             |  |
|  |               |             |    |         |               |             |  |
|  |               |             |    |         |               |             |  |
|  |               |             |    |         | Unión Florida | 67          |  |
|  |               | Berazategui | 51 |         |               |             |  |
|  |               |             |    |         |               |             |  |
|  |               |             |    |         |               |             |  |
|  |               |             |    |         | Tercer lugar  |             |  |
|  |               |             |    |         |               |             |  |
|  | Berazategui   | 84          |    | Peñarol | 79            |             |  |
|  | Obras Basket  | 52          |    |         | Obras Basket  | 69          |  |

Semifinales
| 27 de junio, 18:00 | Unión Florida                                                                                         | 77–58                | Peñarol                                                                             | Ciudad de Buenos Aires                                                                         |  |
|                    | Parciales: 16 - 21, 23 - 12, 23 - 16, 15 - 9                                                          |                      |                                                                                     |                                                                                                |  |
|                    | Estadísticas Burani, Tudanca Acedo y Pedrals Barrios 12 Agostina Burani 7 Gretter y Pedrals Barrios 4 | Reporte Pts Reb Asts | Estadísticas 24 Sthefany Thomas 5 Amaya Gastamiza Ganuza 3 Selent, Rosset y de Cabo | Pabellón: Estadio Obras Sanitarias Árbitros: * Dora Rodríguez * Carolina Quiroga * Diego Monti |  |

| 27 de junio, 20:30 | Berazategui                                                          | 84–52                | Obras Basket                                                                | Ciudad de Buenos Aires                                                                                  |  |
|                    | Parciales: 18 - 10, 16 - 14, 20 - 20, 8 - 30                         |                      |                                                                             | |  |
|                    | Estadísticas Boquete y Santana 18 Georgina Bahi 10 Micaela Sancisi 5 | Reporte Pts Reb Asts | Estadísticas 19 Paula Reggiardo 9 Dóvile Miliauskaite 5 Dóvile Miliauskaite | Pabellón: Estadio Obras Sanitarias Árbitros: * Micaela Prado * Guillermo Grondona * Florencia Mirabella |  |

Tercer puesto
| 28 de junio, 17:00 | Peñarol                                                              | 79–69                | Obras Basket                                                                 | Ciudad de Buenos Aires                                                                               |  |
|                    | Parciales: 22 - 19, 17 - 10, 16 - 23, 24 - 17                        |                      |                                                                              | |  |
|                    | Estadísticas Macarena Rosset 26 Sthefany Thomas 11 Rosset y Thomas 4 | Reporte Pts Reb Asts | Estadísticas 21 Dóvile Miliauskaite 11 Dóvile Miliauskaite 4 Paula Reggiardo | Pabellón: Estadio Obras Sanitarias Árbitros: * Micaela Prado * Guillermo Grondona * Carolina Quiroga |  |

Final
| 28 de junio, 20:30 | Berazategui                                                                 | 51–67                | Unión Florida                                                    | Ciudad de Buenos Aires                                                                            |  |
|                    | Parciales: 10 - 16, 16 - 19, 7 - 17, 18 - 15                                |                      |                                                                  |                                                                                                   |  |
|                    | Estadísticas Andrea Boquete 19 Sancisi, Santana y Pérez 5 Micaela Sancisi 4 | Reporte Pts Reb Asts | Estadísticas 18 Melisa Gretter 11 Marta Tudanca 4 Melisa Gretter | Pabellón: Estadio Obras Sanitarias Árbitros: * Dora Rodríguez * Diego Monti * Florencia Mirabella |  |

Club Unión Florida

Campeón

Primer título

## Equipo campeón
| No | Pos       | Jugadora                 | Edad    | Altura |
| -- | --------- | ------------------------ | ------- | ------ |
| 6  | Ala-pívot | Celia Fiorotto           | 21 años | 1,84 m |
| 9  | Pívot     | Agostina Burani          | 23 años | 1,84 m |
| 10 | Base      | Melisa Gretter           | 22 años | 1,61 m |
| 11 | Ala-pívot | Carla Miculka            | 22 años | 1,74 m |
| 14 | Escolta   | Munay Martínez           | 23 años | 1,65 m |
| 15 | Pívot     | Gisela Vega              | 33 años | 1,88 m |
| 19 | Pívot     | Diana Cabrera            | 21 años | 1,84 m |
| 21 | Escolta   | Marta Tudanca Acedo      | 25 años | 1,82 m |
| 25 | Base      | Cristina Pedrals Barrios | 23 años | 1,71 m |
| 29 | Alera     | Daniela Paola Benvenuto  | 29 años | 1,64 m |
| 50 | Alera     | Naomi Larriestra         | 20 años | 1,75 m |
| 55 | Escolta   | Florencia Martínez       | 20 años | 1,71 m |
|    | Base      | Sofía Zapke              | 17 años | 1,67 m |
|    | Ala-pívot | Ana Victoria Sanjuan     | 19 años | 1,73 m |
|    | Escolta   | Oriana Sánchez           | 18 años | 1,68 m |
|    | Base      | Antonella Perón          | 18 años | 1,61 m |
|    | Ala-pívot | Grecia González          | 18 años | 1,74 m |
|    | Alera     | Ana Clara Castro Seltzer | 18 años | 1,76 m |
|    | Alera     | Rocío Solange Rojas      | 25 años | 1,65 m |
|    | Alera     | Natasha Spiatta          | 23 años | 1,77 m |

Director técnico:  Gregorio Martínez.

## Posiciones finales
| Equipo                     | Pts | PJ | PG | PP | PF   | PC   | Dif  |
| -------------------------- | --- | -- | -- | -- | ---- | ---- | ---- |
| Berazategui                | 35  | 18 | 17 | 1  | 1366 | 1032 | 334  |
| Unión Florida              | 32  | 18 | 14 | 4  | 1308 | 1090 | 218  |
| Peñarol                    | 27  | 18 | 9  | 9  | 1203 | 1298 | -95  |
| Obras Sanitarias           | 25  | 18 | 7  | 11 | 1094 | 1236 | -142 |
| Proyección 2020            | 23  | 16 | 7  | 9  | 957  | 983  | -26  |
| Tokio DyS                  | 22  | 16 | 6  | 10 | 974  | 1078 | -104 |
| Talleres                   | 20  | 16 | 4  | 12 | 1085 | 1158 | -73  |
| La Unión Hércules/Española | 20  | 16 | 4  | 12 | 1078 | 1190 | -112 |

## Premios

### Individuales
Quinteto ideal
- Base:  Melisa Gretter (Unión Florida)
- Escolta:  Andrea Boquete (Deportivo Berazategui)
- Alera:  Vega Gimeno (Peñarol)
- Ala-pívot:  Ornella Santana (Deportivo Berazategui)
- Pívot:  Tatiana Concienciao (La Unión Hércules/Española)

MVP liga regular
- Andrea Boquete (Deportivo Berazategui)

MVP finales
- Melisa Gretter (Unión Florida)